# Banca Commerciale Lugano
Die Banca Commerciale Lugano (deutsch: Handelsbank Lugano) war eine Schweizer Privatbank mit Sitz in Lugano. Ihre Kernaktivitäten lagen im Private Banking, in der Vermögensverwaltung sowie im Bereich der Handelsfinanzierungen. Das 1963 gegründete Bankinstitut beschäftigte rund 40 Mitarbeiter verwaltete knapp 790 Millionen Schweizer Franken Kundenvermögen. 
Im Jahr 2010 wurde die Bank auf die Hinduja Banque (Suisse) SA mit Sitz in Genf verschmolzen.